# 富士キメラ総研
株式会社富士キメラ総研（ふじキメラそうけん、英：Fuji Chimera Research Institute, Inc.）は、東京都中央区に本社を置く、日本のマーケット調査会社。略称はFCR、キメラ。

## 会社概要

### 概略
富士経済グループを構成するマーケット調査会社。日本マーケティング・リサーチ協会正会員。1962年に阿部英雄が株式会社富士経済を創業し、富士経済グループが形成・発展するなか、創業30周年となる1992年に富士マーチャンダイジング・センター、富士システムリサーチ、富士キメラインスティテュートの3社を統合、再編し誕生した。
半導体、産業電子機器、情報通信、自動車やマテリアルなど、主に生産財や先端ハイテク分野に特化した市場調査を行う。社名の「キメラ」はギリシャ神話の複合体神獣「キマイラ」に由来し、顧客のニーズに基づいた多角的・複合的な調査を行い、ソリューションの提案を行うことを目指し命名したものである。
なお、富士経済とは兄弟会社であるものの、独立採算制を採っており調査実務における両社の繋がりはほとんどない。

### 社是
On the information edge （最先端情報で優位に立つ）

## 沿革
- 1962年（昭和37年） - 阿部英雄が株式会社富士経済を設立
- 1969年（昭和44年） - 情報機器などを調査する株式会社富士マーチャンダイジング・センターを設立
- 1970年（昭和45年） - エネルギー、社会開発、住宅産業などの調査を主とする株式会社富士システムリサーチを設立
- 1980年（昭和55年） - 消費者調査を主体とした株式会社富士コンシューマリサーチ・センターを設立
- 1990年（平成2年)   - 富士コンシューマリサーチ・センターを富士キメラインスティテュートに改称
- 1992年（平成4年）  - 富士経済創業30周年。富士マーチャンダイジング・センター、富士システムリサーチ、富士キメラインスティテュートの3社を株式会社富士キメラ総研として統合、再編
- 2007年（平成19年） - 中国のIT情報収集強化のため株式会社富士キメラ総研北京事務所を開設
- 2011年（平成23年） - 富士キメラ総研北京事務所を発展的に解消し、中国市場の調査活動強化のため新たに中国現地法人として北京凱美莱信息咨詢有限公司を設立
- 2022年（令和4年） - 設立30周年 (富士経済グループ創業60周年)

## 事業概要
専門調査員による直接訪問面接調査を軸に、独自のフィールドリサーチとデータベースに基づき以下の4つを主な事業としている。
市場レポート冊子の発刊
- マーケティングレポート（月間市場調査レポート）

-産業分野別に、毎月1 - 2回タイムリーなテーマを取り上げ、その実態等を調査分析する。資料冊子は1冊1万円 - 1万5千円ほどであり、年間購読が可能である。
- 自主企画資料

-消費財や生産財の全分野のマーケティングデータをはじめ、市場シェアや流通・販促・顧客特性データや企業事例等のベーシックデータを提供する。各業界担当チームより3 - 4か月に1冊ほどの頻度で発刊される。資料冊子は1冊8万円 - 20万円ほどで提供される。
マルチクライアント方式調査
複数のクライアントが共通の関心をもつ調査テーマについて調査・分析し、成果を提供する。調査価格は1社あたり20万円 - 100万円ほどである。幅広いクライアントに向けて業界動向の概観を主眼において作成される市場レポート冊子とは対照的に、特定のテーマに対して深い内容の調査成果の提供を目的とする。
受託調査（依頼調査）
企業、官公庁、研究機関などの各クライアントからの独自の調査依頼により、専門調査員のプロジェクトチームを編成し、調査・分析を行い成果を提供する。
カスタマーサービス
- コンサルティング業務
- ビジネスサポートセンター - 多年の調査実績やネットワークを活用し、クライアントの諸活動のサポートを執り行う。
- 中国プロジェクト - 中国現地法人である北京凱美莱信息咨詢有限公司を介し、中国市場に関する依頼調査を執り行う。

## 組織構成および担当分野

### 第一部
- プラント・エンジニアリング
  - 環境、リサイクル、エネルギー、物流
- マテリアル
  - ケミカル、プラスチック、コンポジット、パッケージ、土木建築材料
- 自動車・モビリティ
  - 自動車（二輪・四輪）、自動車用品・部品・システム
- メディカル・ヘルスケア
  - 医療機器・システム、ヘルスケア・デバイス
- 映像・音響・メディア
  - 映像・音響・業務用機器、ICカード/RFID、決済システム、デジタルサイネージ

### 第二部
- 半導体
  - 半導体デバイス、LED、パッケージ
- 電子部品
  - 各種電子部品（光関連部品、ディスプレイ部品、通信部品、センサー関連）
- 電子材料
  - 光、液晶、有機EL、プリント基板、実装関連材料、セラミック・金属・有機材料
- 製造・加工・検査装置
  - 実装装置、加工機、計測・分析機器

### 第三部
- 情報・通信
  - コンピュータ、周辺機器、クラウドコンピューティング
- ICTソリューション
  - ERP、SCM、SFA、セキュリティ
- コミュニケーション
  - 通信機器・システム、キャリア、コンテンツ、IPネットワーク、ホームネットワーク
- ネットワーク
  - 移動体通信機器・システム、通信サービス、ブロードバンド

### 営業企画部門
- 新分野、領域企画
- 官公需事業

### 北京凱美莱信息咨詢有限公司
中国北京市に事務所を構え、中国市場を中心とした各種市場調査を行う。

## 事業所

### 主な国内拠点
- 本社・事業部門所在地：東京都中央区日本橋三丁目9番1号
- 支社・支局：大阪市、 名古屋市

### 主な海外拠点
- 中国 北京市
  - 北京凱美莱信息咨詢有限公司